# Magdalene (film fra 1910)
 For alternative betydninger, se Magdalene. (Se også artikler, som begynder med Magdalene)
Magdalene er en dansk stum dramafilm fra 1910 produceret af Nordisk Films Kompagni og instrueret af Holger Rasmussen. Filmen er baseret på Gustav Esmanns skuespil af samme navn.
Filmen havde dansk biografpremiere den 21. april 1910 i Biograf-Theatret.

## Medvirkende
- Holger Rasmussen, Jensen, formanden
- Soffy Walleen, Madam Jensen
- Ellen Diedrich, Valborg, Jensens datter
- Edith Buemann, Jenny Poulsen
- Einar Zangenberg, Finch, grosserer
- Gustav Lund, Petersen, betjent i sædelighedspolitiet